# アテネ地下鉄2号線
アテネ地下鉄2号線 (Line 2, Γραμμή 2) は、北西部のアンソウポリ駅から完全に地下を走り、シンタグマ駅を経由して、南部のエリニコ駅に至る路線。2000年1月28日に3号線と接続するシンタグマ駅からセポリア駅までが最初に開通した。ラインカラーは赤。
2013年4月6日、2号線が北西部のアンソウポリ駅まで拡張され、2013年7月26日に南部のエリニコ駅までが開通した。

## 駅
| 名称                     | 開通日         | 乗り換え                        | プラットホーム |
| ------------------------ | -------------- | ------------------------------- | -------------- |
| アテネ地下鉄2号線        |                |                                 |                |
| アンソウポリ駅           | 2013年4月6日   | なし                            | 相対式ホーム   |
| ペリステーリ駅           | 2013年4月6日   | なし                            | 相対式ホーム   |
| アギオス・アントニオス駅 | 2004年8月9日   | なし                            | 相対式ホーム   |
| セポリア駅               | 2000年1月28日  | なし                            | 相対式ホーム   |
| アッティキ駅             | 2000年1月28日  | 1号線                           | 相対式ホーム   |
| ラリッサ駅               | 2000年1月28日  | プロアスティアコス、トレインOSE | 相対式ホーム   |
| メタクスルギオ駅         | 2000年1月28日  | なし                            | 相対式ホーム   |
| オモニア駅               | 2000年1月28日  | 1号線                           | 相対式ホーム   |
| パネピスティミオ駅       | 2000年1月28日  | なし                            | 相対式ホーム   |
| シンタグマ駅             | 2000年1月28日  | 3号線、 アテネ・トラム          | 相対式ホーム   |
| アクロポリ駅             | 2000年11月16日 | なし                            | 相対式ホーム   |
| シングル・フィクス駅     | 2000年11月16日 | アテネ・トラム                  | 相対式ホーム   |
| ネオス・コスモス駅       | 2000年11月16日 | アテネ・トラム                  | 相対式ホーム   |
| アギオス・イオアニス駅   | 2000年11月16日 | なし                            | 相対式ホーム   |
| ダフニ駅                 | 2000年11月16日 | なし                            | 相対式ホーム   |
| アギオス・ディミトリス駅 | 2004年6月5日   | なし                            | 島式ホーム     |
| イリオポリ駅             | 2013年7月26日  | なし                            | 相対式ホーム   |
| アリモス駅               | 2013年7月26日  | なし                            | 相対式ホーム   |
| アリゲロポリ駅           | 2013年7月26日  | なし                            | 相対式ホーム   |
| エリニコ駅               | 2013年7月26日  | なし                            | 相対式ホーム   |

## 拡張計画
2号線には、現在建設されている区間はない。

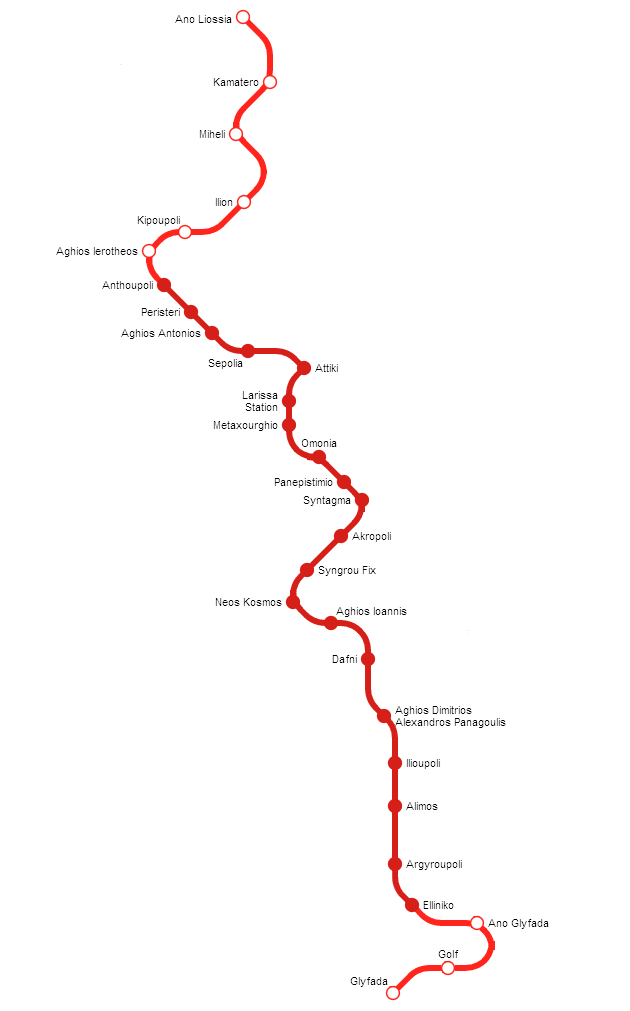

アテネ及びアッティカ県の新規定計画では、最終的にアノ・リオシアからグリファダまで2号線を拡張する構想がある。

## ギャラリー

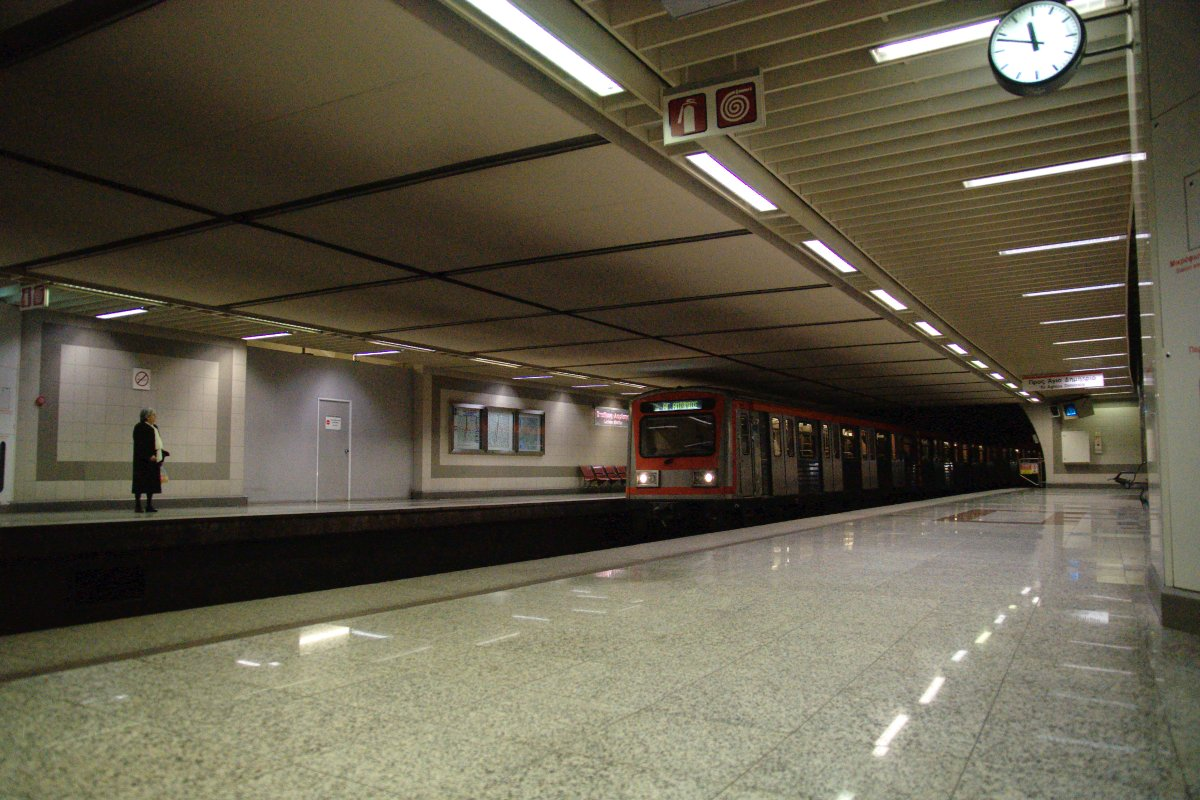
ラリッサ駅
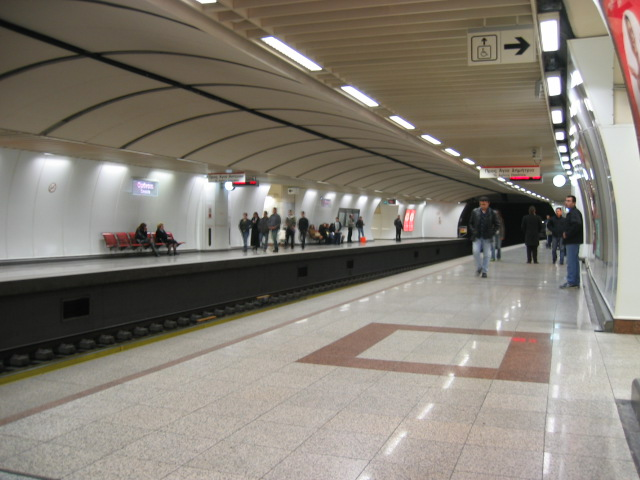
オモニア駅
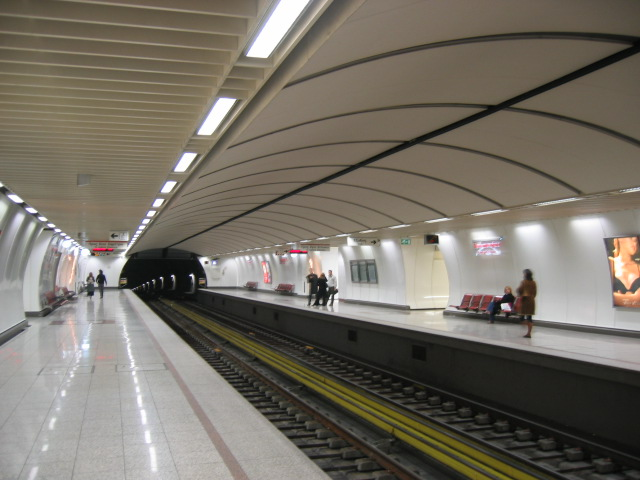
パネピスティミオ駅
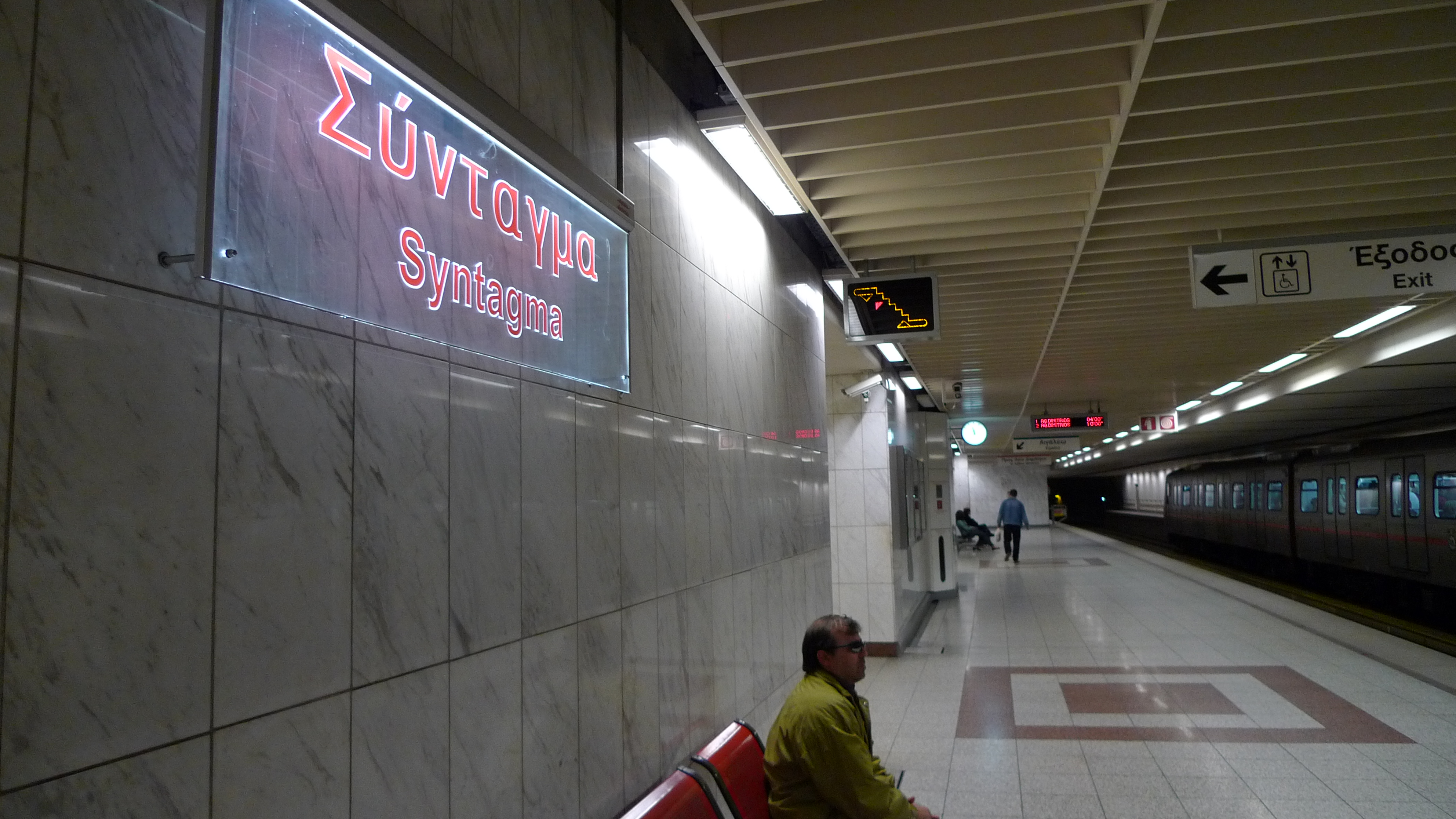
シンタグマ駅
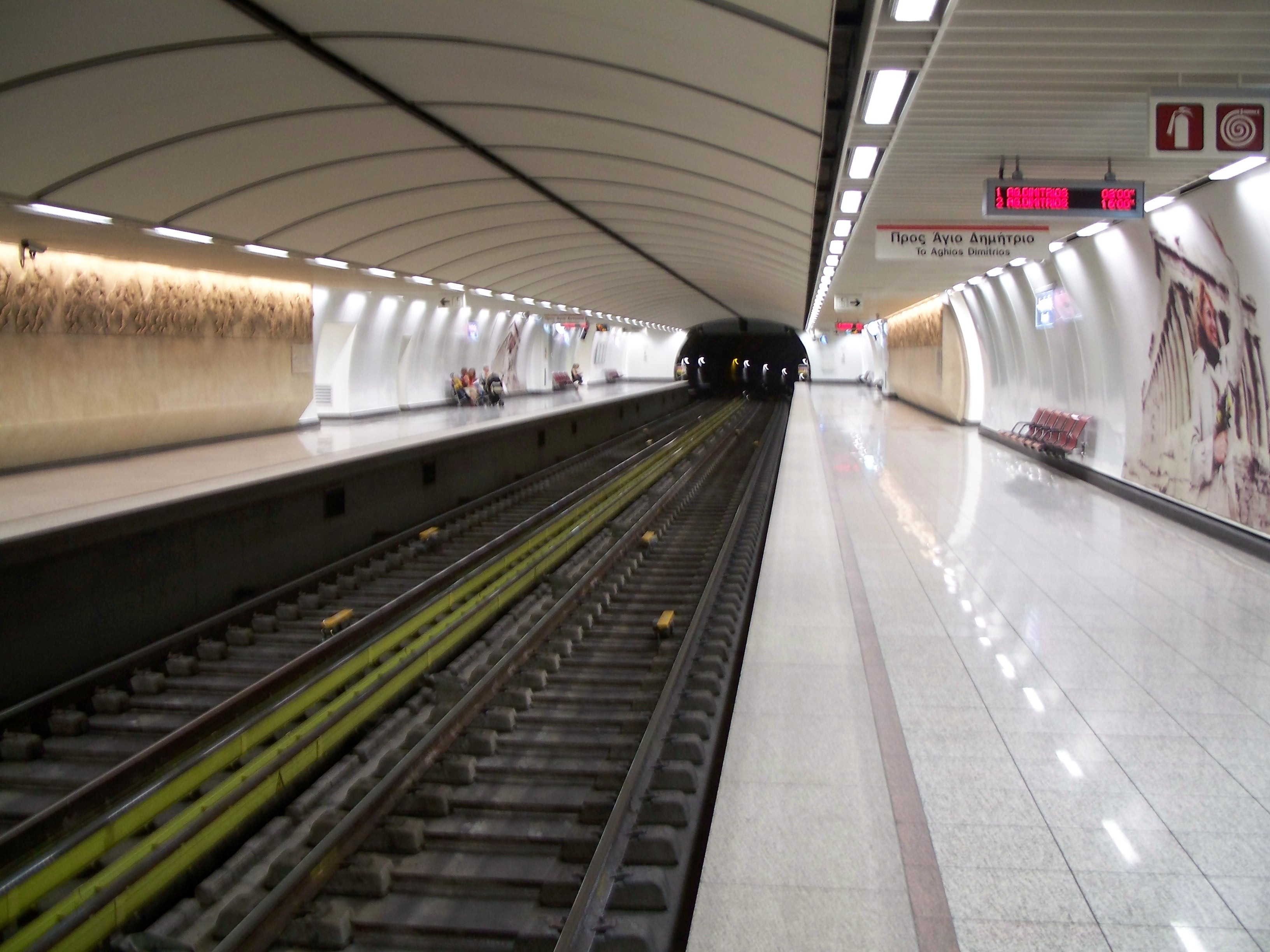
アクロポリ駅
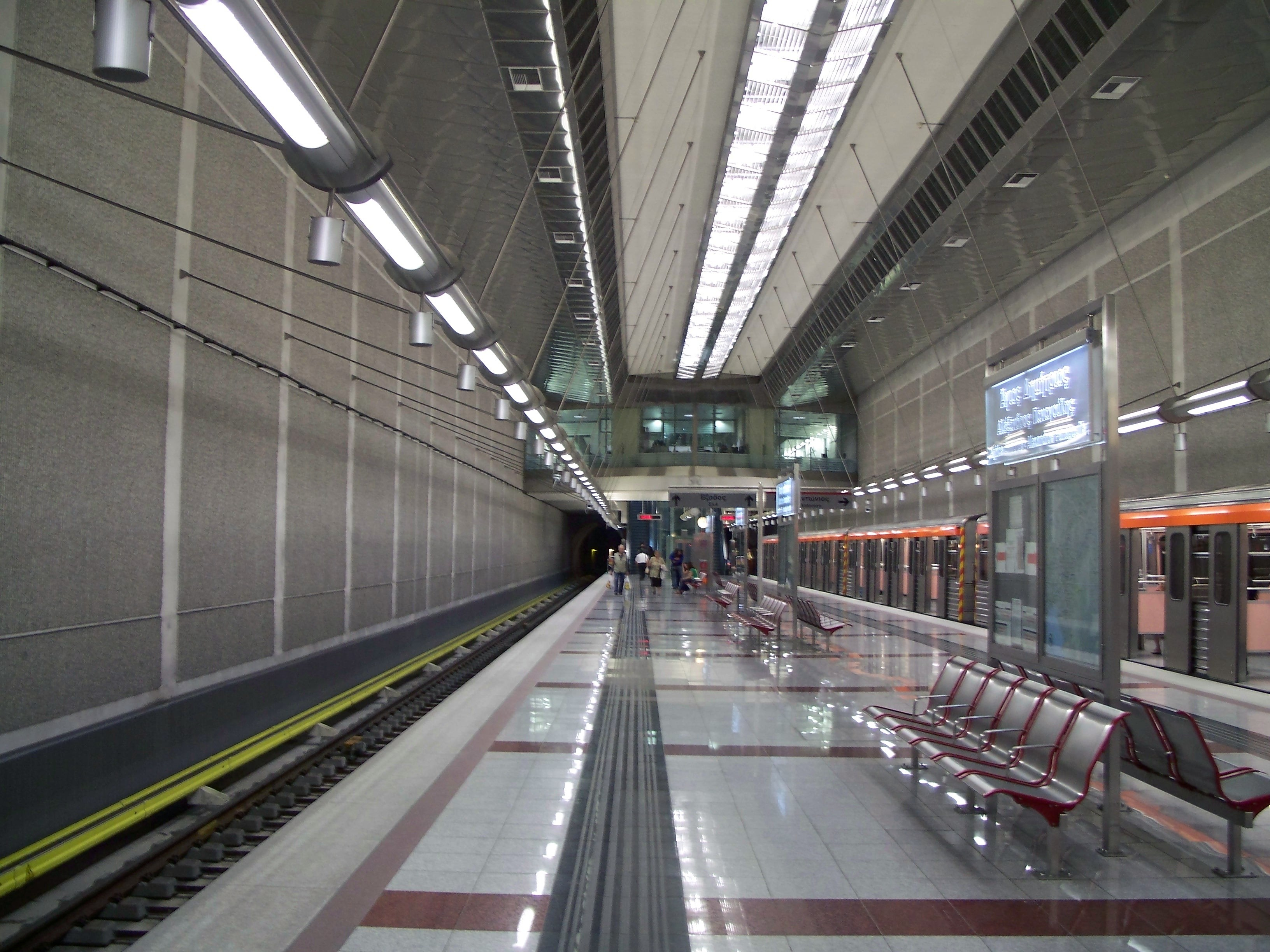
アギオス・ディミトリス駅